# Stornäbbad myrvireo
Stornäbbad myrvireo (Herpsilochmus longirostris) är en fågel i familjen myrfåglar inom ordningen tättingar.

## Utbredning och systematik
Fågeln förekommer på brasilianska platån (Piauí till södra Mato Grosso) och nordöstra Bolivia. Den behandlas som monotypisk, det vill säga att den inte delas in i några underarter.

## Status
IUCN kategoriserar arten som livskraftig.